# Тип 26 (револьвер)
Тип 26 или Модель 26 бескурковый (яп. 二十六年式拳銃 Nijuuroku-nen-shiki kenjuu) (в отечественной литературе иногда ошибочно именуется как револьвер Хино) — первый современный для своего времени образец короткоствольного оружия, принятый на вооружение Императорской армии Японии.
Производился на арсенале Коисикава и получил обозначение по принятой в Японии системе летосчисления (26-й год эры Мэйдзи, то есть 1893 год по западной хронологии).
Тип 26 изначально принимался на вооружение в качестве стандартного образца для кавалерии и использовался со страховочным шнуром, прикреплённым к кольцу на рукоятке.

## Конструкция
Тип 26 представлял собой револьвер переламывающегося типа с одновременной экстракцией гильз, что являлось подражанием ранним моделям револьверов Смит-Вессон. Курок выполнен без спицы, ударно-спусковой механизм позволял вести огонь только самовзводом. В револьвере использовался свой 9-мм патрон (9×22 мм R). По мощности данный боеприпас находится между .38 S&W и .38 Special. Прицельные приспособления нерегулируемые. Закрывающая ударно-спусковой механизм боковая пластина, крепившаяся на шарнире с левой стороны рамки, которая служила для более простого доступа к УСМ с целью его чистки и смазки, заимствована у французского револьвера St. Etienne 1892.

## Страны-эксплуатанты
- Японская империя — находился на вооружении с 1893 до капитуляции Японии в сентябре 1945 года, использовался в нескольких войнах, включая Русско-Японскую, Первую и Вторую мировые (в качестве вспомогательного образца оружия оставался на вооружении до конца Второй мировой войны).
- КНДР — некоторое количество револьверов (вместе с другим стрелковым оружием японского производства) находилось на вооружении к началу Корейской войны[4]